# Within Temptation
Within Temptation je nizozemski simfonijski metal/rock sastav osnovan 1996. godine. Okosnica sastava, i sami osnivači su Robert Westerholt i Sharon Den Adel. 

## Životopis
Within Temptation po glazbenom stilu, spada u simfonijski rock, simfonijski metal te gothic metal-sastave. Sharon den Adel je pjevačica čiji glas pripada sopran U Hrvatskoj su nastupali u Zagrebu, 14. siječnja 2008.
Nakon prvog albuma Enter Within Temptation je zbog završetka fakulteta pojedinih članova nastavio sa sljedećim albumom Mother Earth 2000. godine. Popularnost grupe u Nizozemskoj te Europi raste i u 2002. godini, pa tako Mother Earth postaje platinasta ploča u Njemačkoj i zlatna u Belgiji, te DVD Mother Earth Tour, dobiva zlatni status u Nizozemskoj, te osvaja brojne nagrade.
Within Temptation se bavio i humanitarnim poslovima, pa su udruzi 'Child Helpline International' davali sav prihod spota singla "Frozen" te uplatili na njihov račun. Također su sudjelovali u raznim svjetskim festivalima.
Nakon osnutka, ubrzo im je ponuđen ugovor s DSFA Recordsom i počele su pripreme za prvi album.
Enter je njihov prvi album koji je izašao 1997. On im je omogućio probijanje na glazbenu scenu nakon čega su ubrzo pozvani da nastupaju na 'Dynamo Open Air'; festivalu u Nizozemskoj koji je jedan od najvećih heavy metal festival u Nizozemskoj.     
The Dance je njihov EP izašao 1998. i 1999. Nastao je ubrzo nakon njihove prve turneje iako nisu ispočetka planirali izdati novi album.
Mother Earth je prvi album koji je Within Tempationu donio globalnu popularnost, a njegov drugi singl "Ice Queen" bio je na jako visokim pozicijama na top ljestvicama. Novi album donio je i neke promjene u sastavu i njihov prvi koncert u Francuskoj.
The Silent Force je također veoma popularan album što dokazuju i njegova prva dva singla: "Stand My Ground" i "Memories". Stand My Ground je također promoviran na traileru filma Krv i čokolada. 
The Heart of Everything promovirao se singlom "What Have You Done" na kojem je gostujući vokal Keith Caputo. Sljedeća dva singla su "Frozen", "The Howling (EP)" i najnoviji "All I Need". Tijekom promocije albuma Within Temptation je imao brojne turneje koje su bile prilično uspješne. Album se brzo prodaje iako su neki kritičari prigovorili jer The Heart of Everything nema više one elemente gothic metala u koji se Within Temptation inače ubraja.
The Unforgiving U studenom 2008. sastav je objavio da u 2009. popcinju raditi na novom albumu, te da The Heart of Everything Tour dolazi kraju. 1. lipnja 2009, objavljeno je da je Sharon rodila dječaka, njezino drugo dijete s Robertom Westerholtom. 2010., sastav je odradio još jednu Theatre Tour,posljednju s bubnjarom Stephen Van Haestregtom.U međuvremenu,nastavili su s radom na novom albumu,čiji su izlazak za ožujak 2011. objavili u studenom 2010. Prvi singl s albuma bio je Where is the edge:,koji je bio soundtrack filma "Me and Mr Jones:" Koncept cijelog albuma bio je baziran na seriji stripova Steven O’Connella.

## Članovi sastava
Sadašnji članovi
- Sharon Den Adel — vokal
- Rudolf Adrianus Jolie — gitara
- Robert Westerholt — gitara
- Martinus Spierenburg — klavijature
- Jeroen Van Veen — bas-gitara
- Mike Coolen — bubnjevi
- Stefan Helleblad — ritam gitara (samo uživo)

Bivši članovi
- Michiel Papenhove — gitara (1996. – 2001.)
- Martijn Westerholt — klavijature (1996. – 2001.)
- Dennis Leeflang — bubnjevi (1996.)
- Richard Willemse — bubnjevi (1996.)
- Ivar de Graaf — bubnjevi (1996. – 1998., 1999. – 2001.)
- Marius van Pyreen — bubnjevi (1998.)
- Ciro Palma — bubnjevi (1998. – 1999.)
- Jelle Bakker — gitara (2001.)
- Stephen van Haestregt – bubnjevi(2002. – 2010.)

## Diskografija
Studijski albumi
- Enter (1997.)
- Mother Earth (2001.)
- The Silent Force (2004.)
- The Heart of Everything (2007.)
- The Unforgiving (2011.)
- Hydra (2014.)
- Resist (2019.)

EP-ovi
- The Dance (1998.)
- The Howling EP (2007.)
- Paradise (What About Us?) (2013.)
- Whole World Is Watching (2014.)
- And We Run (2014.)

## Nagrade i nominacije
| Godina | Nagrada                         | Kategorija                              | Nominacija                | Rezultat   |
| ------ | ------------------------------- | --------------------------------------- | ------------------------- | ---------- |
| 2002   | Silver Harp                     |                                         |                           | osvojeno   |
| 2002   | TMF Awards                      | Most Promising Act                      | Within Temptation         | osvojeno   |
| 2002   | TMF Awards Belgium              | Best Rock (International)               | Within Temptation         | osvojeno   |
| 2003   | Edison Award                    | Najbolji Live DVD                       | Mother Earth Tour         | osvojeno   |
| 2004   | Conamus Export Award            |                                         | Within Temptation         | osvojeno   |
| 2005   | Edison Award                    | Najbolji sastav                         | Within Temptation         | osvojeno   |
| 2005   | TMF Awards                      | Najbolji rock sastav                    | Within Temptation         | osvojeno   |
| 2005   | Popprijs                        |                                         | Within Temptation         | osvojeno   |
| 2005   | Conamus Export Award            |                                         | Within Temptation         | osvojeno   |
| 2005   | World Music Awards              | Najprodavaniji nizozemski sastav        | Within Temptation         | osvojeno   |
| 2005   | MTV Europe Music Awards         | Najbolji nizozemski i belgisjki spot    | Within Temptation         | nominacija |
| 2006   | 3FM Award                       | Najbolji rock umjetnici                 | Within Temptation         | osvojeno   |
| 2006   | Golden God                      | Najbolji video                          | Angels                    | osvojeno   |
| 2006   | Buma Export Award               |                                         | Within Temptation         | osvojeno   |
| 2007   | 3FM Award                       | Najbolji rock umjetnici                 | Within Temptation         | osvojeno   |
| 2007   | TMF Awards Belgium              | Najbolja live izvedba (internacionalna) | Within Temptation         | osvojeno   |
| 2007   | TMF Awards                      | Najbolja live izvedba                   | Within Temptation         | osvojeno   |
| 2007   | TMF Awards                      | Najbolji video                          | What Have You Done?       | osvojeno   |
| 2007   | MTV Europe Music Awards         | Najbolji nizozemski i belgijski sastav  | Within Temptation         | osvojeno   |
| 2007   | World Music Awards              | Najprodavaniji nizozemski sastav        | Within Temptation         | osvojeno   |
| 2009   | Golden Harp                     |                                         | Within Temptation         | osvojeno   |
| 2009   | 3FM Award                       | Najbolja live izvedba                   | Within Temptation         | osvojeno   |
| 2009   | 3FM Award                       | Najbolji rock                           | Within Temptation         | nominacija |
| 2009   | Female Metal Voices Fest Awards | Najbolji album                          | The Heart Of Everything   | osvojeno   |
| 2011   | 3FM Award                       | Najbolji rock                           | Within Temptation         | nominacija |
| 2011   | Buma Music In Motion            | Najbolji album                          | The Unforgiving           | osvojeno   |
| 2011   | Netherlands Film Festival       | Najbolji video                          | Faster                    | U tijeku   |
| 2011   | Netherlands Film Festival       | Najbolji video                          | Sinéad                    | U tijeku   |
| 2011   | Netherlands Film Festival       | Best Fictie                             | Mother Maiden kratki film | U tijeku   |
| 2011   | Netherlands Film Festival       | Best Fictie                             | Sinéad kratki film        | U tijeku   |
| 2011   | Netherlands Film Festival       | Best Fictie                             | Triplets kratki film      | U tijeku   |
| 2011   | Roadrunner Records              | Album stoljeća                          | The Unforgiving           | U tijeku   |
| 2011   | Roadrunner Records              | Album stoljeća                          | The Heart of Everything   | U tjeku    |

## Vanjske poveznice
- Službena stranica sastava